# De bouwers van de kosmos
De bouwers van de kosmos (Engels: (The) cosmic enigineers) is een sciencefictionroman van Clifford D. Simak. Het werd in Nederland door A.W. Bruna Uitgevers uitgegeven, als los boek in de Zwarte Beertjes-reeks onder nummer 1401 (1971) met een hoes ontworpen door Dick Bruna. In 1979 volgde een herdruk in de sf-reeks van Bruna samen met twee andere al eerder verschenen romans in het dikste boek uit die reeks (411 blz.) .

## Synopsis
Het verhaal speelt zich af in het zevende millennium. Kosmonauten zijn na de onbesliste ruimteoorlog Aarde/Mars versus Jupiter onderweg naar Pluto om verslag te doen van een ruimtereis die een collega gaat doen, die met een zelf ontworpen ruimteschip naar het Alpha Centauri-stelsel wil reizen. Onderweg pikken ze nog een veterane op, die al sinds de genoemde oorlog van 1000 jaar terug ronddobbert in de omgeving van Pluto. Eenmaal op Pluto wordt contact met hun opgenomen, door een ras dat zich De bouwers van de kosmos noemt. Zij zitten met het probleem dat zij zien dat een ander Heelal op de “onze” dreigt te botsen. Zij zoeken steun en na kort overleg blijkt dat het menselijk ras het enige ras is met wie zij redelijk kunnen communiceren. Zij krijgen nog te maken met een grote vijand binnen “ons” heelal, de hellehonden. Uiteindelijk wordt een oplossing gevonden, door de vrijgekomen energie van de botsing op te slaan in een nieuw geschapen miniheelal.

## Ontvangst
De roman werd voor het eerst officieel uitgegeven in 1950. Het verscheen in een oplage van 6000 stuks. Echter, het verhaal was grotendeels al te lezen in het blad Astounding van 1939. De meningen van rond 1950 was dat de verteltrant enigszins oubollig was, maar een leuk verhaal. De omschreven techniek was destijds al deels achterhaald. De algemene mening was wel dat het boek vlot leest, hetgeen voor meerdere boeken van Simak gold. Die meningen zouden zestig jaar later bij een herdruk nauwelijks wijzigen.